# Gerāsh (kommunhuvudort i Iran)
Gerāsh (persiska: گراش) är en kommunhuvudort i Iran.   Den ligger i provinsen Fars, i den södra delen av landet, 900 km söder om huvudstaden Teheran. Gerāsh ligger 936 meter över havet och antalet invånare är 25 316.
Terrängen runt Gerāsh är varierad.Runt Gerāsh är det glesbefolkat, med 15 invånare per kvadratkilometer. Gerāsh är det största samhället i trakten. Trakten runt Gerāsh är ofruktbar med lite eller ingen växtlighet.